# Портленд (Англія)
Портленд або Острів Портленд (англ. Isle of Portland) — вапняковий острів, місто та морський порт на берегу протоки Ла-Манш, у неметрополітенівському районі Веймут-енд-Портленд, що знаходиться у графстві Дорсет, регіон Південно-Західна Англія, Англія, Сполучене Королівство. Острів з'єднується з островом Велика Британія Чезільським пляжем, сухопутним переходом і має розміри 6 км завдовжки і 2,7 км у ширину. Портленд знаходиться на відстані 8 км від курорту Веймут і становить найпівденнішу точку графства Дорсет. Населення Портленда становить 12 400 осіб.
Портленд є центральною частиною Юрського узбережжя Англії, яке занесено до списку об'єктів Світової спадщини ЮНЕСКО у Великої Британії.
Портлендська гавань, розташована між містом Портленд і Веймутом, є однією з найбільших штучних бухт у світі. У період з 1848 по 1905 роки англійці побудували кам'яні гідротехнічні споруди на воді для захисту берегової лінії та акваторії порту. За часів Першої та Другої світових воєн акваторія порту активно використовувалась як військово-морська база Королівського флоту Британії. У післявоєнний час військові кораблі Великої Британії та НАТО базувалися й проводили спільні тренування у водах ВМБ аж до 1995 року. Відтоді військові інсталяції закрили, порт використовується лише як цивільний і як рекреаційна зона відпочинку місцевого населення й туристів. На території острова 2012 року проводилися заходи літних Олімпійських ігор 2012 року.